# 27. december
27. december je 361. dan leta (362. v prestopnih letih) v gregorijanskem koledarju. Ostajajo še 4 dnevi.

## Dogodki
- 1282 – na državnem zboru v Augsburgu nastanejo avstrijske dedne dežele
- 1831 – ladja Beagle s Charlesom Darwinom na krovu odpluje iz Plymoutha
- 1936 – fašisti prisilijo Lojzeta Bratuža k pitju strojnega olja in bencina
- 1942 – general Andrej Vlasov ustanovi Smolenški komite
- 1944 – v Bretton Woodsu podpisana ustanovna listina Svetovne banke
- 1945 – podpisan moskovski sporazum
- 1968 – Apollo 8 uspešno pristane na Zemlji
- 1978 – v Španiji sprejeta demokratična ustava
- 1979 – državni udar v Afganistanu spodbudi intervencijo Sovjetske zveze
- 1983 – papež Janez Pavel II. odpusti svojemu atentatorju Mehmetu Aliju Ağci
- 2005 –
  - Savdske oblasti zajemajo terorista al Suvajlmija [mrtva povezava]
  - Narodna vojska Aceha se razoroži in demobilizira [mrtva povezava]

## Rojstva
- 1350 – Ivan I., aragonski kralj († 1396)
- 1459 – Ivan I. Albert, kralj Poljske († 1501)
- 1571 – Johannes Kepler, nemški astrolog, astronom, matematik († 1630)
- 1654 – Jakob Bernoulli I., švicarski matematik († 1705)
- 1793 – Alexander Gordon Laing, škotski raziskovalec Afrike († 1826)
- 1797 – Manuela Sáenz, južnoameriška revolucionarka († 1856)
- 1822 – Louis Pasteur, francoski mikrobiolog, kemik († 1895)
- 1896 – Louis Bromfield, ameriški pisatelj († 1956)
- 1901 – Marlene Dietrich, nemško-ameriška filmska igralka, pevka († 1992)
- 1906 – Oscar Levant, ameriški pianist, filmski igralec († 1972)
- 1923 – Jože Ovsec, slovenski slikar († 1945)
- 1948 – Gérard Depardieu, francoski filmski igralec
- 1959 – Janez Breznik, slovenski policijski kriminalist, športni komentator besedilopisec
- 1960 – Anton Rop, slovenski ekonomist, politik, predsednik vlade
- 1964 – Zoran Rožič, slovenski slikar in pesnik
- 1984 – Gilles Simon, francoski teniški igralec

## Smrti
- 1003 – Ema Bloiška, vojvodinja Akvitanije, grofica Anjouja, regentinja (* 950)
- 1065 – Ferdinand I., kralj Kastilije in Leona (* 1018)
- 1076 – Svjatoslav II., kijevski veliki knez (* 1027)
- 1087 – Berta Savojska, nemška kraljica, žena Henrika IV. (* 1051)
- 1356 – Kristina Ebner, nemška dominikanska redovnica, mistikinja (* 1277)
- 1381 – Edmund Mortimer, 3. grof March, grof Ulsterja (* 1352)
- 1585 – Pierre de Ronsard, francoski pesnik (* 1524)
- 1672 – Jacques Rohault, francoski filozof, matematik, fizik (* 1618)
- 1782 – Henry Home, baron Kames, škotski filozof (* 1696)
- 1786 – Gasparo Gozzi, italijanski pesnik, pisatelj, novinar (* 1713)
- 1800 – Hugh Blair, škotski razsvetljenski filozof, pisatelj in retorik (* 1718)
- 1896 – sir John Brown, angleški industrialec (* 1816)
- 1966 – Ernest Watson Burgess, ameriški sociolog (* 1886)
- 1972 – Lester Bowles Pearson, kanadski politik, nobelovec 1957 (* 1897)
- 1973 – Pavel Bermondt-Avalov, častnik Ruske carske armade in kozaški pustolovec-vojskovodja (*  1877)
- 1974 – Vladimir Aleksandrovič Fok, ruski fizik, matematik (* 1898)
- 2014 – Tomaž Šalamun, slovenski pesnik in prevajalec (* 1941)
- 2016 – Carrie Fisher, ameriška igralka, pisateljica, producentka in humoristka (* 1956)
- 2019 – Ludvik Vrtačič, slovenski filozof in ekonomist (* 1933)